# Tsaratanoplia sogai
Tsaratanoplia sogai är en skalbaggsart som beskrevs av Marc Lacroix 1997. Tsaratanoplia sogai ingår i släktet Tsaratanoplia och familjen Melolonthidae. Inga underarter finns listade i Catalogue of Life.